# 瓦爾特·西蒙斯
瓦尔特·西蒙斯（德語：Walter Simons，1861年9月24日—1937年7月14日），是魏玛德国时期的无党籍政治家、法学家。西蒙斯曾在1920年至1921年加入康斯坦丁·费伦巴赫内阁担任外交部长。之后他于1922年至1929年间转任最高法院院长，并在任内临时代理过联邦大总统一职。